# Polistena
Polistena este o comună de 11.490 locuitori, în regiunea Calabria, în provincia Reggio Calabria, Italia.

## Demografie
Polistena - evoluția demografică

|  | Graficele sunt indisponibile din cauza unor probleme tehnice. Mai multe informații se găsesc la Phabricator și la wiki-ul MediaWiki. |

Date: Recensăminte sau birourile de statistică - grafică realizată de Wikipedia

## Localități înfrățite
- Anzola dell'Emilia, Provincia Bologna

1. ↑  Superficie di Comuni Province e Regioni italiane al 9 ottobre 2011 (în italiană), Istituto Nazionale di Statistica, accesat în 16 martie 2019